# The Nasty Boys
The Nasty Boys son un equipo de lucha libre profesional que consta de Brian Knobbs y Jerry Sags, activo desde mediados de los años 1980 y finales de los 1990. Su gimmick fue el de punks antisociales que se especializaron en la lucha hardcore. Eran conocidos por su distintivo "look callejero" de color negro, que, si bien es muy común entre los luchadores de hoy, era muy diferente de la vestimenta colorida de sus compañeros de lucha de finales de 1990 y principios de 1980. Estos incluían grafitis rociados en sus camisetas, cadenas adornadas, trenchoats de cuero, y sus cortes de pelo distintivo de mullet-hawk.

## Carrera
A diferencia de la mayoría de los equipos profesionales de lucha libre, Jerry "Biff" Sags y Brian "Buff" Knobbs fueron amigos de la infancia (ambos procedentes de Whitehall Township, Pennsylvania) que se ponen juntos (mientras que la mayoría de los equipos de etiqueta eran y siguen siendo emparejados entre sí por bookers). Comenzaron su carrera en la Asociación Americana de Lucha Libre en 1985 y comenzó trabajando juntos como The Nasty Boyz en 1986. Se empezó a mover las cartas mientras que en Memphis, como un equipo de la cara contra los Rockers talón de la medianoche. En 1988, se mudaron a la Florida Championship Wrestling, donde ganó cinco Campeonato de Tag Team entre 1989 y 1990.
En 1990, los Nasty Boys se unió a la lucha del campeonato del mundo. En un principio tuvo un feudo con Rick y Scott Steiner, pero fueron incapaces de derrotar a los Hermanos Steiner para el Campeonato de los Estados Unidos por equipos.
The Nasty Boys dejó la WCW en diciembre de 1990 y se unió a la World Wrestling Federation. Junto con su mánager Jimmy Hart, anunciaron su intención de "Nastisize la WWF". Después de convertirse en el número uno de los contendientes por ganar un equipo de siete batalla real en el 16 de febrero de 1991 al aire de las superestrellas de la lucha libre (última eliminación de la Legion of Doom, gracias a la interferencia de poder y la gloria), que derrotó a The Hart Foundation para el Mundial de WWF Tag Team Championship en WrestleMania VII, y ostentó los títulos hasta el SummerSlam 1991, cuando fueron derrotados por la Legion of Doom en una descalificación no, no coinciden countout. Se volvieron la cara en el otoño de 1992 a la pelea con el dinero de Jimmy Hart Incorporated en los títulos de la etiqueta de equipo, pero no fueron capaces de recuperar el oro. The Nasty Boys en el Tour Hulkamania.

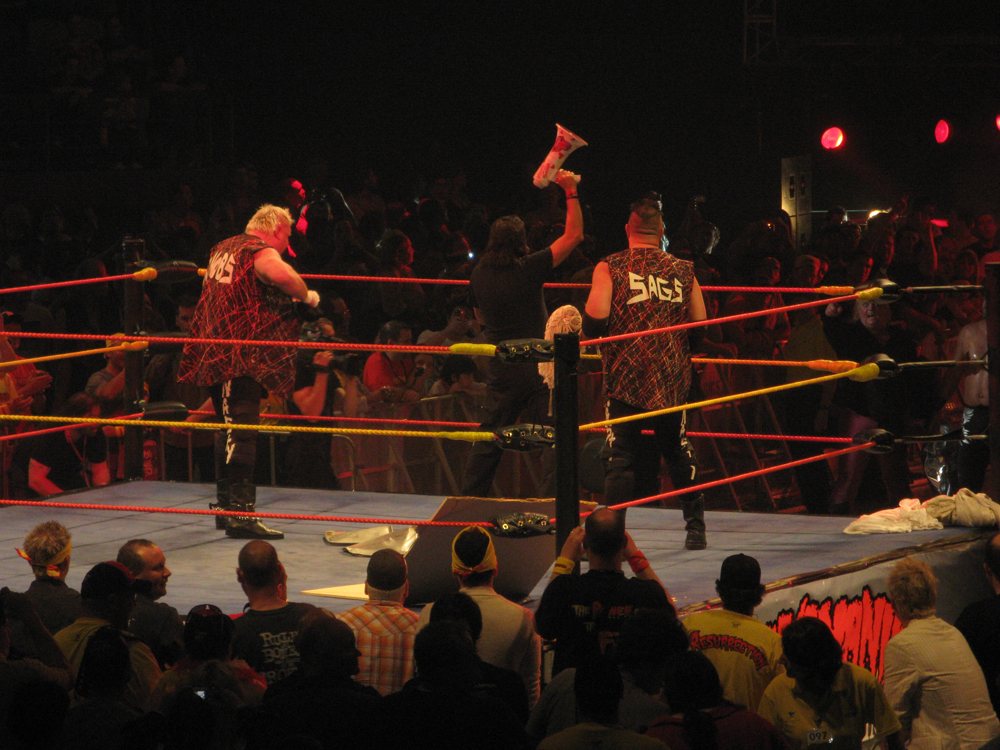
The Nasty Boys en el Hulkamania Tour.

The Nasty Boys regresó a la WCW en 1993, como los talones y, gestionado por Missy Hyatt, se convirtió en WCW World Tag Team Champions. En 1994, lucharon y Cactus Jack Payne Maxx en una serie de peleas salvajes, que Payne describió más tarde como "no muy lejos de los días de gladiador". [Cita requerida] Se suponía que iban a participar en una pelea con el Evad y Kevin Sullivan, un par de (kayfabe) hermanos, pero Evad se lesionó la rodilla, y convencido de Cactus Jack Sullivan al equipo con él. Los desagradables perdieron los títulos al equipo lanzado-junto a Jack y Sullivan en una pelea callejera en Filadelfia Slamboree salvajes. Como resultado de las peleas intensas, los Nasty Boys pronto se convirtió en la cara.
Perillas y caídas de tensión fue en un feudo con equipos de la etiqueta, como el calor de Harlem y El Blue Bloods. En 1996, el Nuevo Orden Mundial les ofreció miembro de nWo, pero los atacaron tan pronto como recibió su nWo camisetas. En el siguiente partido contra Scott Hall y Kevin Nash, caídas de tensión se enfureció durante el partido después de la Sala se lesionó el cuello con una silla. Tras el partido, caídas de tensión presentó una demanda. Fue liberado de su contrato, y se retiró ese mismo año. Knobbs comenzó a perseguir el Campeonato Hardcore de la WCW.
The Nasty Boys se reunieron brevemente en el XWF de corta duración y el Consejo Mundial de Lucha Libre en Puerto Rico. Desde el retiro de los niños tienen ambos aparecieron en Hogan Knows Best y la revista de la WWE "¿Dónde están ahora?" sección.
El 20 de noviembre de 2007, Brian Knobbs y Saggs Jerry reformado en las grabaciones de WWE SmackDown desde Tampa, Florida, para luchar su primer partido de la WWE en 14 años.
El 21 de noviembre de 2009, fueron involucrados con el Hulkamania: Que comience la batalla evento del Circuito de Australia en Melbourne, Australia y luchó y derrotó a Reno Anoa'i y Guerrero vampiro en una lucha de la calle Australia.
El 4 de enero de 2010, The Nasty Boys hicieron su primera aparición en el programa televisivo de la Total Nonstop Action Wrestling, Impact!, Donde destrozaron sala de Team 3D en taquilla durante su ausencia en el espectáculo, mientras que en Japón. Esto inició un feudo, con ambos equipos intercambiando ataques físicos entre sí. En el 21 de enero la edición de Impact! los Nasty Boys compitió en su primer partido de la TNA, derrotando al equipo de Eric Young y Kevin Nash. En Contra Viento y Marea The Nasty Boys derrotó a Team 3D en una pelea por equipos, cuando Jimmy Hart hizo su retorno a la empresa e interferido en el partido en nombre de la Nasty Boys ". El 25 de febrero la edición de Impact! Team 3D derrotaron a los Nasty Boys en un partido de cuadros, cuando Jesse Neal intervino en nombre del Team 3D. The Nasty Boys y Hart continuó su feudo con Team 3D al derrotar a ellos y el Hermano Runt regreso, un reemplazo de Jesse Neal, quien la Nastys atacaron antes del partido, en un partido de equipo de seis hombres etiqueta. Después del encuentro Neal atacó el Nastys y ayudó a Team 3D poner caídas de tensión a través de una mesa. El 29 de marzo de 2010, la noticia de que los Nasty Boys habían sido liberados por la TNA tras un incidente en una función de la TNA con los ejecutivos de Spike presente.

### Reputación

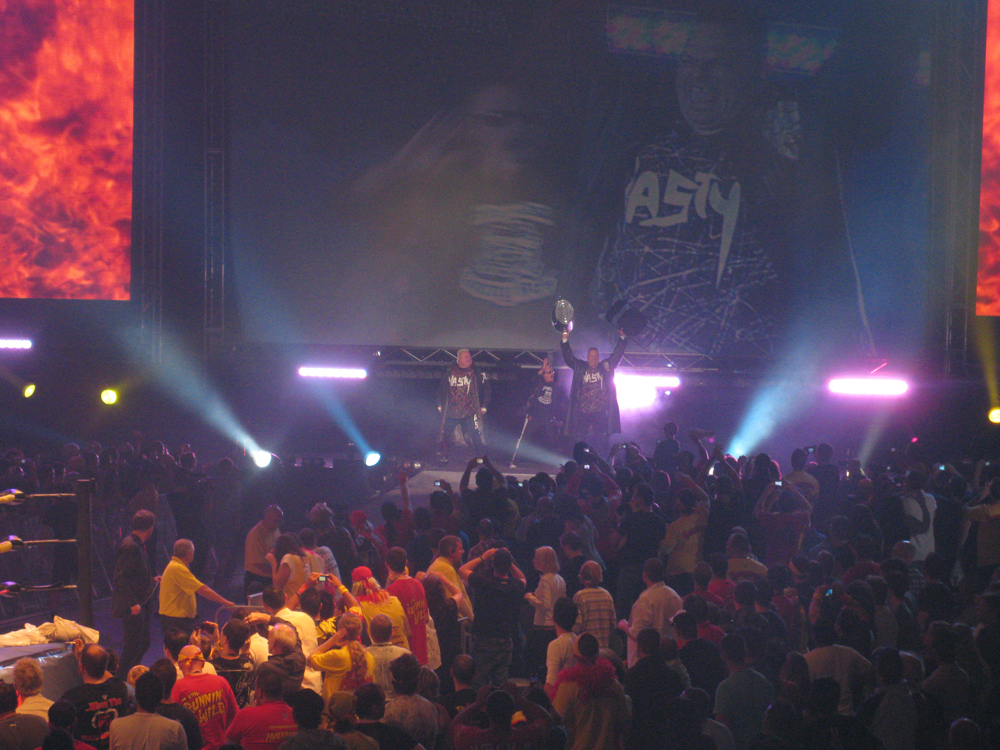
The Nasty Boys haciendo su entrada.

The Nasty Boys tienen una reputación de ser muy duro con sus oponentes. También se han involucrado en varias peleas legítimas con otros luchadores también nervaduras (travesuras backstage) ellos:
- Ken Shamrock tuvo una discusión con Knobbs después de que había acosado a su amigo y la novia de su amigo en un club nocturno. Más tarde esa noche, Shamrock fue a la habitación del hotel The Nasty Boys "para continuar la discusión". Después de golpear la puerta varias veces, Saggs fue a abrir sólo para ser golpeado hacia atrás como Shamrock se abrió paso en la habitación y comenzó a atacar a Knobbs, que estaba inconsciente debido a estar intoxicado. Shamrock fue atacado por detrás por Saggs con un teléfono rotatorio, dejándolo inconsciente. Ambos Knobbs que se había despertado y Saggs continuó el ataque, que dejó a Shamrock hospitalizados.
- The Nasty Boys peleó con Ric Flair en un club nocturno de Manhattan, con el instinto de ser expulsado del club como consecuencia de ello.
- En 1997, un partido entre The Nasty Boys y The Outsiders (Scott Hall y Kevin Nash) degeneró en un tiroteo.[11]
- El 20 de noviembre de 2007, en su encuentro de vuelta a Smackdown, trabajaron duro con Dave Taylor y Drew McIntyre.[12]
- El luchador profesional Mick Foley describe a los Nasty Boys en su autobiografía como "descuidados como el demonio, y un poco peligrosos, pero sabían cómo pelear".

## Campeonatos y logros
- American Wrestling Association

- AWA Southern Tag Team Championship (2 veces)

- National Wrestling Alliance

- NWA Florida Tag Team Championship (10 veces)

- World Championship Wrestling

- WCW World Tag Team Championship (3 veces)

- World Wrestling Federation

- WWF Tag Team Championship (1 vez)

- X Wrestling Federation

- XWF World Tag Team Championship (1 vez)

- Pro Wrestling Illustrated
  - Equipo del año (1994)[14]
  - Ubicado en el puesto # 53 de los mejores tag teams de "PWI Years" en 2003.

- Other Titles

- NAWA Tag Team Championship (1 vez)
- PWF Tag Team Championship (1 vez)
- SAPC Tag Team Championship (1 vez)